# 淡路島観光ホテル
淡路島観光ホテル（あわじしまかんこうホテル）は兵庫県洲本市（淡路島）にあるホテル。
敷地内に宿泊者専用のプライベート釣り場を有しており、「日本一のフィッシングホテル」を謳う。

## 概要
大阪湾に面した宿泊者専用の釣り場があり、釣りをすることができる。ライフジャケットのレンタルや売店での釣り具の販売、専属スタッフの常駐など初心者も楽しめるようになっている。また、釣った魚は有料で調理してもらうこともできる。

## 施設
- ロビーラウンジ
- 茶房まづめ
- キッズコーナー
- 売店
- 夜食処「いそべ亭」
- シーサイドバー「湾処」（WANDO）
- シーサイドプール
- カラオケラウンジ「バーポセイドン」
- プライベート釣り場
- 宴会場
- うずしお大浴場
- パノラマ大浴場
- コンベンションホール[3]

## 沿革
- 1962年4月：創業。当時は5階建て。
- 1966年3月：南館6階建を増築オープン。
- 1970年4月：本館北側に8階建の新本館を増築オープン。
- 1970年11月：常陸宮正仁親王・華子妃が宿泊する。
- 1976年11月：皇太子明仁親王・美智子妃が宿泊する。
- 2005年6月：露天風呂付客室の専用フロアー「海~umi」をオープン。
- 2009年1月：プライベート釣り場をリニューアル[4]。

## 交通アクセス

### 自家用車利用
- 津名一宮インターチェンジより約20分。
- 洲本インターチェンジより約15分。

### 公共交通機関利用
- 洲本バスセンターより送迎バスあり。（要電話）
- 淡路島観光ホテル前バス停よりすぐ。